# 舍利弗
舍利弗，又譯為舍利弗多、舍利弗羅、奢利富多羅、舍利弗多羅、舍利補怛羅，玄奘在心經中譯為「舍利子」，其父取其名為優婆底沙。祂是釋迦牟尼佛十大弟子中號稱「智慧第一」的大阿羅漢。
舍利弗較釋迦佛年長，並先於佛涅槃。藏傳佛教中，祂以騎乘或腳踏獅子象徵佛教智慧的「獅子吼」，並常與目犍連被雕塑成釋迦佛隨侍；漢傳佛教中，佛陀身邊則雕塑阿難陀與大迦葉較多；南傳上座部論書常以法將（巴利語：Dhamma-senapati）稱呼之。

## 名字意涵
舍利為鳥名 ，義譯秋露、鶖鷺、鴝鵒、 鵒、鶖、百舌鳥，弗是「兒子」、「男子」之意，漢地舊譯為身子、珠子。相傳尊者之母因眼美如鶖鷺而得名「舍利」，因此舍利弗意譯為鶖鷺子、鶖鷺眼之子、秋露子；一說祂擅長議論，如百舌鳥，因而得名；因取其父親之名「提舍、低沙、帝沙」而又被名為「優婆低沙、優波底沙、優婆提舍或優波帝沙」。

## 簡介
舍利弗生於古印度摩揭陀國的婆羅門家庭，近於首都王舍城，父親是婆羅門教中著名論師。
舍利弗從小才智過人，善於辯論。二十歲拜六師刪惹夷為師，然並不滿足於其所學。後因聽聞馬勝比丘（Assaji）說因緣所生法之偈頌而當下開悟，遂與好友目犍連及兩百名弟子一同加入佛陀僧團，成為僧團骨幹，被稱為佛陀的常隨眾（即經中千二百五十的二百之數者）。
舍利弗持戒精嚴、於法多聞、敏捷智慧、善講佛法，佛陀常命舍利弗代為說法。舍利弗擔任佛的侍者有二十年之久，佛曾讚祂是「眾生生母」。僧團碰到棘手問題都由祂解決，如提婆達多另立僧團時，就由舍利弗與目犍連將青年比丘帶回。
《法華經》中，舍利弗被授記將來無數劫後成佛，佛號華光，國名離垢，劫名大寶莊嚴。

## 師承
- 釋迦牟尼

## 著名經典
傳說舍利弗在佛陀弟子中為智慧第一，擅於歸納演繹佛法精義，和阿毘達磨有密切關係。
- 根據《俱舍論光記》，舍利弗創作說一切有部論藏的《阿毘達摩集異門足論》（稱友疏載其作者為摩訶拘絺羅），稱友的《俱舍論疏》則說是《阿毘達磨法蘊足論》（光記載其作者為目犍連）。

- 南傳上座部認為舍利弗創作《無礙解道（英语：Patisambhidamagga）》和《義釋（英语：Niddesa）》，並向其他比丘講解佛陀所傳授的阿毘達磨。

- 〈舍利弗阿毘曇論序〉記載法藏部的《舍利弗阿毘曇論》為舍利弗所創作。